# Hudi Kraj, Djekše
Hudi Kraj (nemško Bösenort) je naselje v Občini Djekše v Okraju Velikovec na Koroškem v Avstriji.